# Dimityr Dimitrow (kulturysta)
Dimityr Dimitrow, pseud. Mitko (bułg. Димитър Димитров; ur. 8 stycznia 1974) – amatorski bułgarski kulturysta, okazjonalnie fotomodel.

## Osiągnięcia[3]
- 2005:
  - World Amateur Championships – federacja IFBB, kategoria ciężka – VIII m-ce
- 2006:
  - European Amateur Championships – federacja IFBB, kategoria superciężka – IV m-ce
  - World Amateur Championships – federacja IFBB, kategoria superciężka – XI m-ce
- 2007:
  - World Amateur Championships – federacja IFBB, kategoria superciężka – III m-ce
- 2008:
  - European Amateur Championships – federacja IFBB, kategoria superciężka – I m-ce
  - World Amateur Championships – federacja IFBB, kategoria superciężka – IV m-ce
- 2009:
  - European Amateur Championships – federacja IFBB, kategoria superciężka – I m-ce
  - World Amateur Championships − federacja IFBB, kategoria superciężka − I m-ce